# Cap de l'Estat Major de l'Exèrcit dels Estats Units
El Cap de l'Estat Major de l'Exèrcit (anglès: Chief of Staff of the Army - CSA) és el màxim rang al servei actiu a l'Exèrcit dels Estats Units, només per sota dels càrrecs de President i Vicepresident de la Junta de Caps de l'Estat Major dels Estats Units; i membre de la Junta de Caps d'Estat Major.
És nomenat pel President i cal que sigui confirmat per una majoria del Senat. Pels seus estatus, és nomenat com un general de quatre estrelles. L'11 d'abril del 2011, el general Martin E. Dempsey va ser nomenat 37è Cap de l'Estat Major de l'Exèrcit pel Secretari de l'Exèrcit John M. McHugh.

## Responsabilitats
El Cap de l'Estat Major informa directament al Secretari de l'Exèrcit dels afers de l'Exèrcit i l'assisteix en les funcions d'afers exteriors incloent: la presentació i preparació de les polítiques de l'Exèrcit, els seus plans i projectes. També dirigeix a l'Inspector General a realitzar les inquisicions i investigacions que se li requereixin. El Cap de l'Estat Major també presideix l'Estat Major de l'Exèrcit i representa les capacitats, requeriments, polítiques, plans i projectes de l'Exèrcit. Sota la delegació del Secretari de l'Exèrcit, el Cap de l'Estat Major designa el personal de l'Exèrcit i els seus recursos als Caps dels Comandaments de Combat. També porta a terme d'altres funcions especificades al Títol del Codi dels Estats Units, sota l'autorització, direcció i control del Secretari de l'Exèrcit, o delega a altres oficials de la seva administració. Igual que els seus equivalents a la resta de serveis, no té autoritat de comandament operatiu sobre les forces de l'Exèrcit.

## Llista de Caps de l'Estat Major de l'Exèrcit
Fins al 1903, el màxim oficial de l'Exèrcit era el Comandant General, que informava directament al Secretari de la Guerra. Entre 1864 i 1865, el Major General Henry Wager Halleck (qui anteriorment havia servit com a Comandant General), exercí com a Cap de l'Estat Major de l'Exèrcit, a les ordres del Comandant General, Tinent General Ulysses S. Grant, encara que servint en un càrrec diferent i no com a oficial superior de l'Exèrcit.
| #   | Nom                                    | Foto                    | Accés al càrrec        | Final del càrrec        | Notes          |
| --- | -------------------------------------- | ----------------------- | ---------------------- | ----------------------- | -------------- |
| 1.  | LTG Samuel B. M. Young                 | Samuel Young            | 15 d'agost de 1903     | 8 de gener de 1904      |                |
| 2.  | LTG Adna Chaffee                       | Adna Chaffee            | 19 d'agost de 1904     | 14 de gener de 1906     |                |
| 3.  | LTG John C. Bates                      | John C. Bates           | 15 de gener de 1906    | 13 d'abril de 1906      |                |
| 4.  | MG J. Franklin Bell                    | James Franklin Bell     | 14 d'abril de 1906     | 21 d'abril de 1910      |                |
| 5.  | MG Leonard Wood                        | Leonard Wood            | 22 d'abril de 1910     | 21 d'abril de 1914      |                |
| 6.  | MG William Wallace Wotherspoon         | William W. Wotherspoon  | 22 d'abril de 1914     | 16 de novembre de 1914  |                |
| 7.  | MG Hugh L. Scott                       | Hugh L. Scott           | 17 de novembre de 1914 | 22 de setembre de 1917  |                |
| 8.  | GEN Tasker H. Bliss                    | Tasker H Bliss          | 23 de setembre de 1917 | 19 de maig de 1918      |                |
| 9.  | GEN Peyton C. March                    | Peyton C March.jpg      | 20 de maig de 1918     | 30 de juny de 1921      |                |
| 10. | General dels Exèrcits John J. Pershing | John J. Pershing        | 1 de juliol de 1921    | 13 de setembre de 1924  |                |
| 11. | MG John L. Hines                       | John L. Hines           | 14 de setembre de 1924 | 20 de novembre de 1926  |                |
| 12. | GEN Charles Pelot Summerall            |                         | 21 de novembre de 1926 | 20 de novembre de 1930  |                |
| 13. | MG Douglas MacArthur                   | Douglas MacArthur       | 21 de novembre de 1930 | 1 d'octubre de 1935     |                |
| 14. | GEN Malin Craig                        | Malin Craig             | 2 d'octubre de 1935    | 31 d'agost de 1939      |                |
| 15. | GA George Marshall                     | George C. Marshall      | de setembre de 1, 1939 | de novembre de 18, 1945 |                |
| 16. | GA Dwight D. Eisenhower                | Dwight D. Eisenhower    | 19 de novembre de 1945 | 6 de febrer de 1948     |                |
| 17. | GEN Omar Bradley                       | Omar Bradley            | 7 de febrer de 1948    | 15 d'agost de 1949      |                |
| 18. | GEN J. Lawton Collins                  | Joseph Lawton Collins   | 16 d'agost de 1949     | 14 d'agost de 1953      |                |
| 19. | GEN Matthew B. Ridgway                 | Matthew B. Ridgway      | 15 d'agost de 1953     | 29 de juny de 1955      |                |
| 20. | GEN Maxwell D. Taylor                  | Maxwell D. Taylor       | 30 de juny de 1955     | 30 de juny de 1959      |                |
| 21. | GEN Lyman L. Lemnitzer                 | Lyman L. Lemnitzer      | 1 de juliol de 1959    | 30 de setembre de 1960  |                |
| 22. | GEN George H. Decker                   | George H. Decker        | 1 d'octubre de 1960    | 30 de setembre de 1962  |                |
| 23. | GEN Earle G. Wheeler                   | Earle G. Wheeler        | 1 d'octubre de 1962    | 2 de juliol de 1964     |                |
| 24. | GEN Harold K. Johnson                  | Harold K. Johnson       | 3 de juliol de 1964    | 2 de juliol de 1968     |                |
| 25. | GEN William C. Westmoreland            | William C. Westmoreland | 3 de juliol de 1968    | 30 de juny de 1972      |                |
|     | GEN Bruce Palmer, Jr.                  | Bruce Palmer            | 1 de juliol de 1972    | 11 d'octubre de 1972    | En funcions    |
| 26. | GEN Creighton W. Abrams                | Creighton W. Abrams     | 12 d'octubre de 1972   | 4 de setembre de 1974   | Mort al càrrec |
| 27. | GEN Frederick C. Weyand                | Frederick C Weyand      | 3 d'octubre de 1974    | 30 de setembre de 1976  |                |
| 28. | GEN Bernard W. Rogers                  | Bernard W. Rogers       | 1 d'octubre de 1976    | 21 de juny de 1979      |                |
| 29. | GEN Edward C. Meyer                    | Edward C Meyer          | 22 de juny de 1979     | de juny de 21, 1983     |                |
| 30. | GEN John A. Wickham, Jr.               | John Wickham            | 23 de juliol de 1983   | 23 de juny de 1987      |                |
| 31. | GEN Carl E. Vuono                      | Carl E. Vuono           | 23 de juny de 1987     | 21 de juny de 1991      |                |
| 32. | GEN Gordon R. Sullivan                 | Gordon R. Sullivan      | 21 de juny de 1991     | 20 de juny de 1995      |                |
| 33. | GEN Dennis J. Reimer                   | Dennis J. Reimer        | 20 de juny de 1995     | 21 de juny de 1999      |                |
| 34. | GEN Eric K. Shinseki                   | Eric K. Shinseki        | 21 de juny de 1999     | 11 de juny de 2003      |                |
| 35. | GEN Peter J. Schoomaker                | Peter J. Schoomaker     | 1 d'agost de 2003      | 10 d'abril de 2007      |                |
| 36. | GEN George W. Casey, Jr.               | George W. Casey         | 10 d'abril de 2007     | 10 d'abril de 2011      |                |
| 37. | GEN Martin E. Dempsey                  | Martin E. Dempsey       | 11 d'abril de 2011     | Al càrrec               | [ 6 ]          |